# Patrick Blanco
Pour les articles homonymes, voir Blanco.
Pas d'image ? Cliquez ici

a Compétitions nationales et continentales officielles uniquement.

b Matchs officiels uniquement.
Dernière mise à jour le  .
Patrick Blanco (né le 18 mai 1979 à Montauban, en Tarn-et-Garonne) est un joueur français de rugby à XV qui évolue au poste de pilier au sein de l'effectif du Stade montois (1,80 m pour 103 kg).

## Biographie
Patrick Blanco a effectué en 2006 son retour dans son club formateur. « J’ai débuté le rugby à XV à l’US Montauban. J’y ai tout connu de l’école de rugby aux juniors. En passant senior, j’ai muté au SU Agen. Aujourd’hui, j’effectue un retour aux sources » dit-il. À son retour dans la cité d’Ingres, fort de son expérience agenaise, il est loin d’être dépaysé : « Je retrouve un peu l’ambiance que j’avais quitté. En junior, nous disposions d’un groupe homogène et euphorique. Je ressens cette même dynamique ». 
Dans la préfecture Lot-et-Garonnaise, il a beaucoup appris : « Le professionnalisme, au contact de joueurs aguerris. Des joueurs comme Jean-Jacques Crenca, Jean-Baptiste Rué m’ont apporté beaucoup et Christian Lanta au niveau du jeu. Je suis parvenu à m’y faire ma place durant plusieurs saisons. Maintenant, j’aspirais à voir autre chose, au niveau de l’ambiance et du groupe ».
En dehors du rugby, il avoue une forte passion pour les sports mécaniques à deux ou quatre roues. 
Il devient ensuite entraîneur pour les clubs du RC Queyran, Saint-Livrade puis les 4 cantons-BHAP (Féderale 1 en 2025),.

## Carrière

### Clubs successifs
- Jusqu'en 1999 : US Montauban
- 1999-2006 : SU Agen
- 2006-2008 : US Montauban
- 2008-2010 : Stade montois
- 2010-2013: US Marmande

## Palmarès

### En sélection
- 7 sélections en équipe de France des -21 ans

### En club
- Championnat de France de rugby à XV :
  - Finaliste (1) : 2002
- Championnat de France espoirs de rugby à XV :
  - Vainqueur (1) : 2004